# Centre de Recerca de Dones Duoda
El Centre de Recerca de Dones Duoda, abans anomenat Centre d'Investigació Històrica de la Dona, és un centre de recerca feminista de la Universitat de Barcelona i del Parc Científic de Barcelona.
Va ser fundat l'any 1982 per investigadores, professores i estudiants d'Història amb el nom de Centre d'Investigació Històrica de la Dona. Al principi estava adscrit al Centre d'Estudis Històrics Internacionals, vinculat al Departament d'Història Contemporània de la UB, però posteriorment va passar a tenir entitat pròpia dins de la UB. Se li va donar el nom de Duoda, comtessa de Barcelona que va viure al segle ix i és autora de Liber Manualis, un manual d'educació i crònica del seu temps. El 1988 va començar a impartir un màster interdisciplinari en estudis de les dones, que era l'únic títol oficial en aquest camp que s'impartia aleshores en les universitats espanyoles.
Duoda va establir aviat relacions amb la Llibreria de dones de Milà i amb la Comunitat Filosòfica Diòtima, de la Universitat de Verona a Itàlia, entitats que coincidien amb Duoda en el seu ideari basat en la diferència sexual, que no era el tradicional en l'àmbit acadèmic espanyol ni entre la majoria de les feministes.
El màster de Estudios de la Mujer va passar a nomenar-se Estudios de la Libertad Femenina. Duoda va fer possible la participació en els seus estudis a més dones amb la implantació del màsters en línia dels Estudis de la Diferència Sexual. N'és un exemple el màster «La política de les dones», constituït pels cursos «La pràctica de la diferència» (2022-2023) i «La sexuació del coneixement» (2023-2024), que es duen a terme en línia o de manera semipresencial.
L'any 2017, la Universitat de Barcelona i l'Institut Català de les Dones van signar un acord «per establir un marc de col·laboració entre Duoda, i l'ICD amb la finalitat de potenciar el desenvolupament d'activitats conjuntes en l'àmbit dels estudis de gènere».
El Centre publica la revista Duoda, fundada el 1991, que es defineix com a «revista científica, universitària, bilingüe (català i castellà) de pensament feminista i de caràcter transdisciplinari» i els seus articles són el resultat de la recerca que es fa en el Centre. Cada número té unes 200 pàgines i inclou quatre o cinc articles sobre un tema monogràfic, a més d'articles sobre altres temes i algunes seccions fixes, com ara ressenyes, cartes o textos breus de creació literària.